# Siphateles alvordensis
Espèce
Siphateles alvordensis est une espèce de poissons d'eau douce de la famille des Cyprinidae.

## Répartition
Siphateles alvordensis est endémique du bassin du lac Alvord (en) (États de l'Oregon et du Nevada, États-Unis).

## Description
Siphateles alvordensis peut mesurer jusqu'à 140 mm de longueur totale, mais sa taille habituelle est d'environ 85 mm.

## Dénominations
Ce taxon porte en anglais le nom vernaculaire ou normalisé suivant : Alvord Chub.

## Systématique
Le nom valide complet (avec auteur) de ce taxon est Siphateles alvordensis (Hubbs & Miller, 1972).
Siphateles alvordensis a pour synonymes :
- Gila alvordensis Hubbs & Miller, 1972
- Siphatales alvordensis (Hubbs & Miller, 1972)

### Étymologie
Son épithète spécifique, composée de alvord et du suffixe latin -ensis, « qui vit dans, qui habite », lui a été donnée en référence à sa localité type, le bassin de l'Alvord (Oregon et Nevada).

### Publication originale
- (en) Carl L. Hubbs et Robert R. Miller, « Diagnoses of new cyprinid fishes of isolated waters in the Great Basin of western North America », Transactions of the San Diego Society of Natural History, États-Unis, vol. 17, no 8,‎ 29 septembre 1972, p. 101-106 (ISSN 0080-5947).